# Monday Afternoon
Monday Afternoon è un singolo della cantante sudcoreana IU, pubblicato nel 2013 dall'etichetta discografica East World.

## Il disco
Un'anteprima del singolo Monday Afternoon viene diffusa il 28 agosto 2013, mentre il video musicale esce il 10 settembre. L'11 settembre il singolo viene pubblicato in Giappone in tre versioni: l'edizione normale, che contiene la title track Monday Afternoon e il brano Follow the Moon con le strumentali, più un adesivo, e due edizioni limitate in formato CD+DVD. La prima edizione limitata, denominata "Type A", contiene i due brani, il documentario di trenta minuti sulla realizzazione del singolo e un booklet a colori di 17 pagine; la seconda edizione limitata, denominata "Type B", contiene i due brani, il video musicale e backstage dello stesso, e un booklet a colori di 12 pagine.

## Tracce
1. Monday Afternoon – 4:13 (testo: Hiro – musica: Jimmy Jam, Terry Lewis)
2. Follow the Moon – 3:38 (testo: Hiro, Marcos Ubeda, Bobby Ljunggren, Henrik Lagerstrom – musica: Marcos Ubeda)
3. Monday Afternoon (strumentale) – 4:13 (musica: Jimmy Jam, Terry Lewis)
4. Follow the Moon (strumentale) – 3:38 (musica: Marcos Ubeda)